# Tobias Arndal
Tobias Arndal (født 1. september 1997 i Odense) er en professionel dansk fodboldspiller, der spiller som midtbanespiller i Hillerød Fodbold.

## Karriere
Arndal startede sin karriere i Tarup-Paarup Idrætsforening.
Han spillede i tre år for Oure Fodboldakademi i Fynsserien og Danmarksserien.
Arndal trænede med Superligaklubben AC Horsens fra den 26. juni til den 11. juli 2017, hvilket på baggrund af disse præstationer resulterede i en kontrakt gældende frem til sommeren 2018.
Han blev den 31. januar udlejet til Næstved Boldklub for den resterende del af sæsonen.